# Фолк-панк
Фолк-панк (англ. Folk punk), ранее известный как роуг-фолк (англ. rogue folk) — музыкальный жанр, объединяющий фолк и панк. Фолк-панк приобрёл популярность в начале 1980-х, с успехом The Pogues в Великобритании и Violent Femmes в США. В последние годы некоторый коммерческий успех получили его поджанры — келтик-панк и джипси-панк.

## История

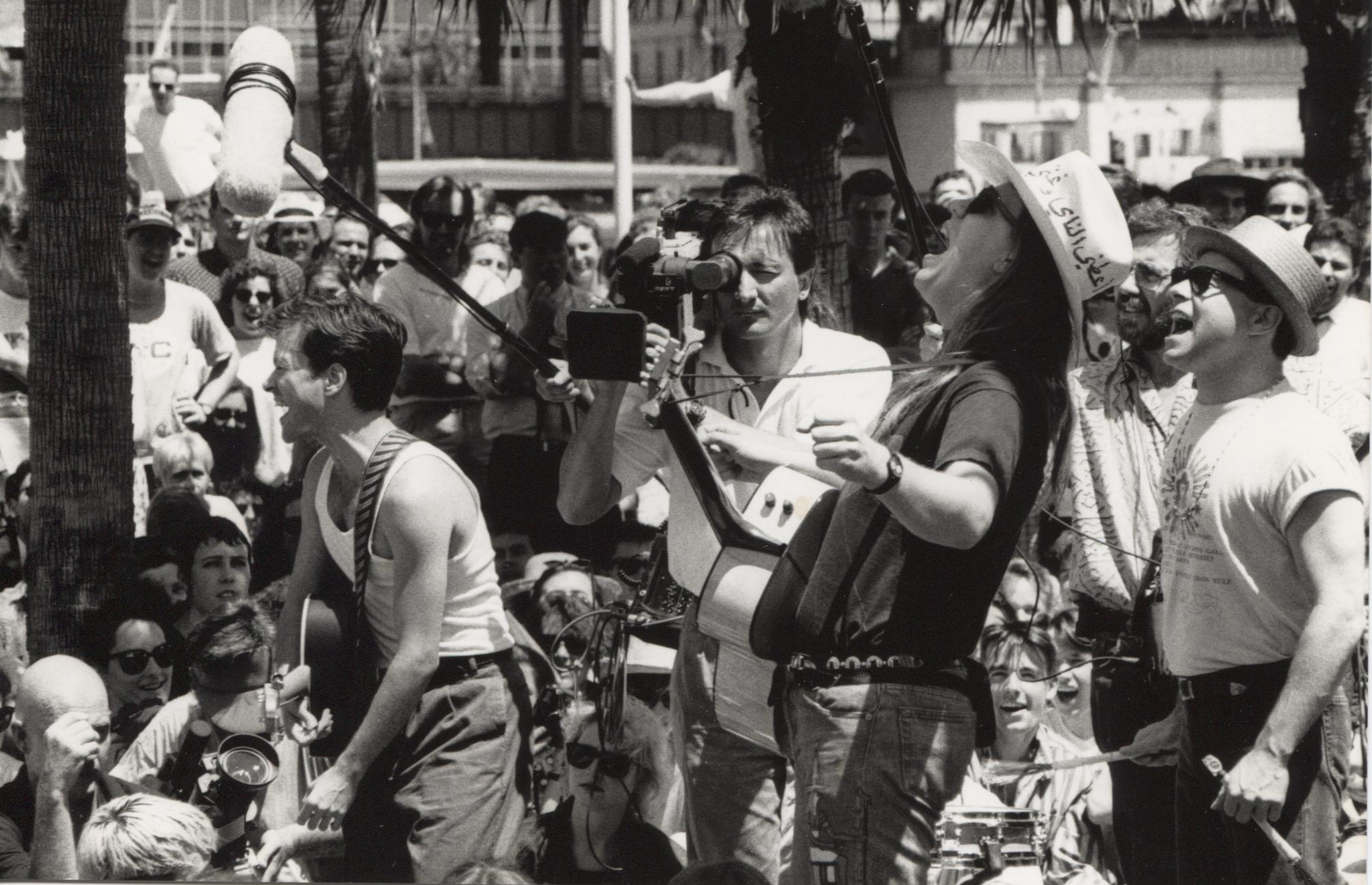
Violent Femmes в 1990 году.

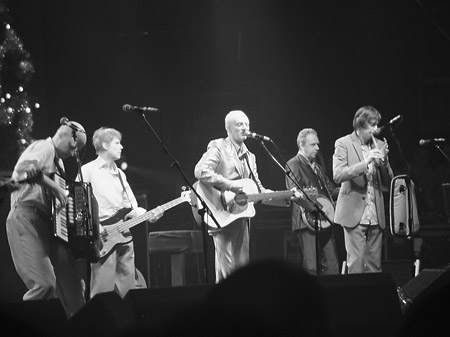
The Pogues в 2004 году.

### 1980-е
Violent Femmes, сформированная в 1980 году, в Милуоки, была одной из первых и наиболее коммерчески успешных групп, соединявших фолк и панк в своём творчестве, однако наибольшее влияние на неё оказали группы раннего арт-рока, как, например, Velvet Underground. В течение 1980-х различные американские панк- и хардкор-коллективы записывали акустические треки, либо экспериментировали с фолк-звучанием, среди них The Dead Milkmen, Hüsker Dü и Articles of Faith. Влиятельным был альбом Meat Puppets II (1984), на котором психоделическая хардкор-панк-группа The Meat Puppets сменила свой прежний стиль на кантри-панк.
Первопроходцем фолк-панка в Великобритании была базировавшаяся в Лондоне ирландская группа The Pogues, сформированная в 1982 году, чей репертуар, состоящий из оригинальных песен и каверов на фолк-исполнителей, выполненных в стиле панка, привёл к попаданию трёх альбомов в топ-10 Великобритании, на вторую позицию взобрался сингл "Fairytale of New York" (1987) с Kirsty MacColl, кроме этого, ряд альбомов и синглов занимал верхние строчки хит-парадов Ирландии.
Более ярко выраженный бренд английского фолк-панка исполняла группа The Men They Couldn't Hang, сформированная в 1984 году. Важным представителем была также группа Oysterband, около 1986 года перешедшая с кейли-музыки на быстрый и тяжёлый рок. The Levellers, сформированная в 1988 году, применяла меньше традиционных мелодий, и больше акустических инструментов, например, скрипки. Несколько других знаменитых представителей английской панк-сцены экспериментировали с фолком в начале 1980-х. Ранние демозаписи группы Chumbawamba содержат аккордеон и трубу, хотя им потребовались бы более 20 лет для переориентации на фолк-музыку. Attila The Stockbroker развлекал панк-аудиторию мандолой, начиная с 1986 года, и все ещё продолжает свои выступления. Вероятно, самой успешной фигурой, связанной с английским фолк-панком 1980-х, является автор-исполитель Billy Bragg, имевший влияние на более поздних представителей фолк-панка.

### 1990-е
К началу 1990-х интерес к фолк-панку снизился, несмотря на это несколько исполнителей продолжали гастролировать. Одной из них была экспериментальная блюграсс-группа The Bad Livers из Остина, сформированная в 1990 году. К панку она имела скорее идеологическое отношение, чем музыкальное, часто появляясь на сцене в рубашках с изображением The Misfits и иногда исполняя кавер на песню "Lust for Life" Игги Попа.
В 1994 году был основан лейбл Plan-It-X Records, на котором позже будут издаваться важнейшие исполнители фолк-панка конца 1990-х и начала 2000-х.
В 1995 году появился большой ансамбль под названием The World/Inferno Friendship Society, который позже станет видным представителем нью-йоркской джипси-панк-сцены. Они сочетали элементы кабаре, панка и клезмера в своих грандиозных театральных представлениях.
В конце 1990-х келтик-панк был возрождён такими группами, как Dropkick Murphys, Flogging Molly, Greenland Whalefishers и The Real McKenzies, которые стали приобретать большую коммерческую выгоду. Эта волна, которая часто смешивала звучание Pogues и стрит-панка, породила своих подражателей по всему миру. Также в России в конце 90-е и в начале 2000-х фолк-панк стал популярным жанром, особенно благодаря группе Король и Шут: правда, их отнести к данному направлению стоит с оговоркой, поскольку они являлись в первую очередь хоррор-панк-группой.

### 2000-е
В начале 2000-х начинает набирать обороты лейбл Plan-It-X Records, для многих из панк-сообщества он становится синонимом фолк-панка, хоть и было издано множество электрических групп, практически без влияния фолка. К наиболее заметным исполнителям данного периода относятся Defiance, Ohio (поп-панк с виолончелями), This Bike Is A Pipe Bomb (пацифистский кантри-панк), Andrew Jackson Jihad и Against Me! В то же время в Нью-Йорке расцвела джипси-панк-сцена, среди участников которой Gogol Bordello, Golem, Insomniac Folklore и прочие. Эти группы смешивали звучание восточно-европейских инструментов с ритмами панка, ска и рока. Gogol Bordello, в частности, пробилась в мейнстрим.
Ещё одно сообщество сформировалось вокруг группы Mischief Brew и лейбла Fistolo Records на северо-востоке Америки. Эти группы объединяли андеграундный панк, радикальный фолк 1960-х, в духе Фила Окса, и современный анархистский фолк, в духе David Rovics. Среди наиболее видных исполнителей The Can Kickers и Johnny Hobo and the Freight Trains.

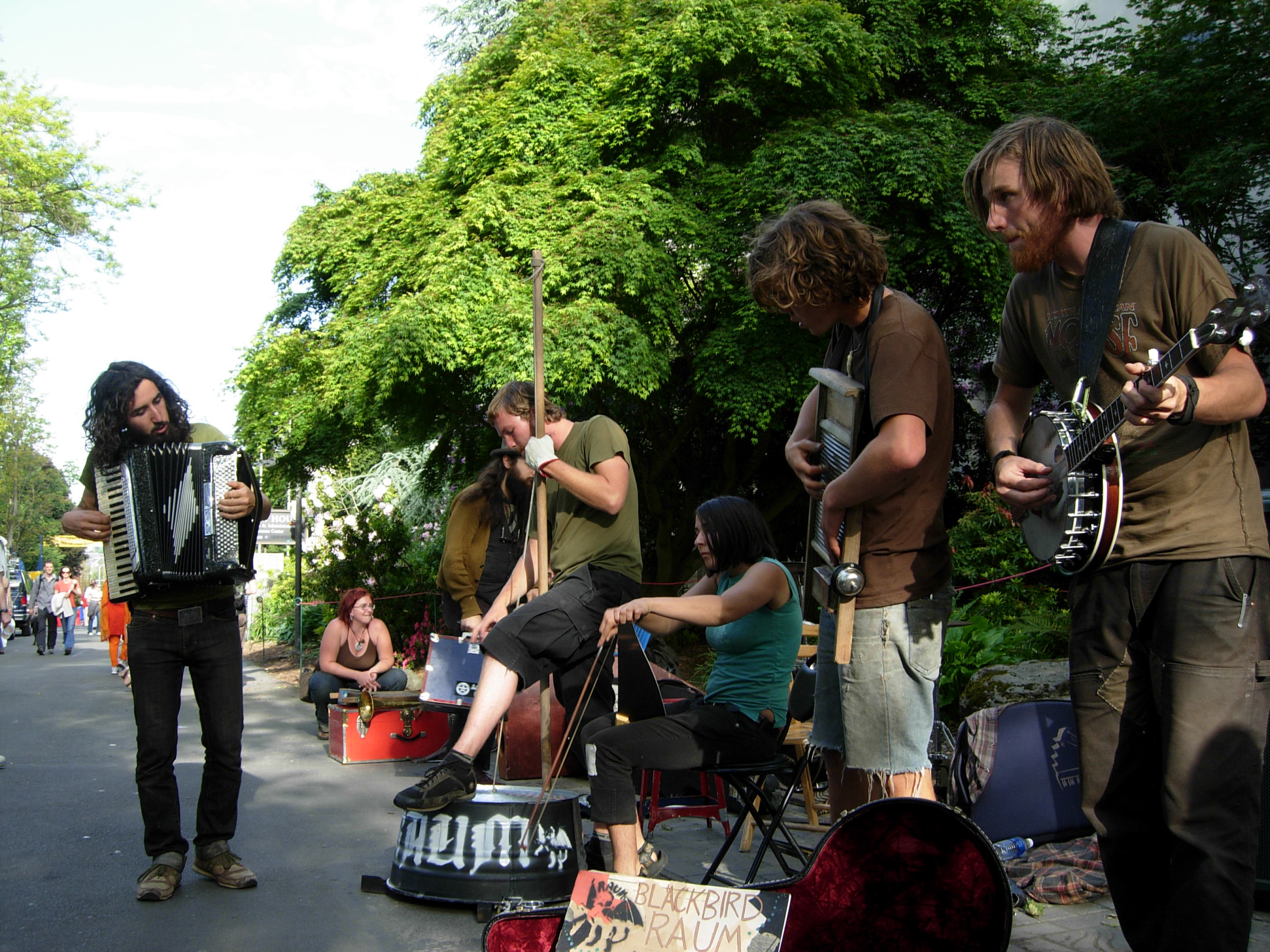
Blackbird Raum на фестивале Northwest Folklife в 2007 году.

В середине 2000-х на западном побережье Америки начала формироваться новая фолк-панк-сцена, со звучанием как у группы Blackbird Raum из Санта-Круза, для которой характерны полностью акустический инструментальный состав, быстрый панковый ритм и мрачно-политическая лирика, вдохновлённая краст-панком. Blackbird Raum тесно связана с акустической хардкор-панк-группой Hail Seizures и фестивалем Northwest Folklife, на котором группа принимала участие в уличных представлениях.

### 2010-е
Популярность приобретают авторы-исполнители Frank Turner, Chuck Ragan, Austin Lucas, Tim Barry и прочие.